# 3784 Chopin
3784 Chopin là một tiểu hành tinh vành đai chính có đường kính 28,53 +/- 4.4 km. Nó được phát hiện bởi Eric W. Elst in 1986. Tên của tiểu hành tinh được đặt theo họ của Frédéric Chopin - nhà soạn nhạc Ba Lan thế kỷ 19.